# ماهر صليبي
ماهر الصليبي (12 فبراير 1961 حماة -) مخرج وممثل سوري.

## حياته ومشواره المهني
ممثل ومخرج سوري متزوج من الفنانة يارا صبري ابنة الممثل السوري الكبير "سليم صبري ورزق منها بطفلين، تخرج من المعهد العالي للفنون المسرحية ـ دمشق عام 1986 وهو عضو في نقابة الفنانين السوريين وعمل أستاذاً في المعهد العالي للفنون المسرحية لمدة عشر سنوات، شارك في عدة مهرجانات سينمائية، منها مهرجان فالانسيا السينمائي -إسبانيا ومن أشهر أعماله فيلم (حدوتة المطر) الذي حصل إثره على جائزتين في مهرجان القاهرة ومهرجان بغداد السينمائي الدولي.

## أعماله

### في التلفزيون والسينما
- الثمن مسلسل 2023
- العراب - نادي الشرق مسلسل  2015
- حصاد الزمن مسلسل  2015
- منبر الموتى المقدم فايز مسلسل  2013
- الولادة من الخاصرة الضابط مسلسل  2011
- قلوب صغيرة مسلسل  2009
- الحصرم الشامي ج2 جاسم آغا العقيلي مسلسل 2008
- ليس سرابا خليل مسلسل  2008
- حياة عادية فيلم  2008
- من غير ليه مسلسل  2008
- الحصرم الشامي ج1أسعد باشا العظم مسلسل 2007
- سيرة الحبعدة شخصيات مسلسل  2007
- على حافة الهاوية عدنان مسلسل 2007
- الزيزفون مسلسل  2006
- حكايا الليل والنهار مسلسل  2006
- لا مزيد من الدموع مسلسل  2006
- المحطة 30 مسلسل  2005
- عياش مسلسل  2005
- عالمكشوف ضيف الحلقات مسلسل  2004 والمسلسل ليل السرار
- ربيع قرطبة سانشو الأول مسلسل  2003
- الشمعة والدبوس مسلسل  2003
- الفصول الأربعة ج2 مسلسل  2002
- صلاح الدين الأيوبي امالريك الأول مسلسل  2001
- سحر الشرق مسلسل  2001
- للأمل عودة مسلسل  2001
- الخوالي مسلسل  2000
- الظل والنور مسلسل  2000
- البصير مسلسل  2000
- الفوارس سيرجيو مسلسل  1999
- تلك الأيام محمد نور مسلسل  1999
- حي المزار وضاح مسلسل  1999
- قلوب خضراء مسلسل  1998
- ستائر الصمت 1995
- الليل فيلم  1992
- سكان الريح ابن العم مسلسل  1992
- الطحالب فيلم  1991
- شجرة النارنج خليل الابن مسلسل  1989

### مسلسلات اجتماعية
- العدالة ـ السوار ـ موزاييك ـ بنت المحطة ـ اللوحةـ الأمـل الذي كان ـ قـلوب خضراء ـ خان الحرير ـ سـتائر الصمت (مشترك، سوري أردني) ـ الشـقيقات ـ أراك أمي ـ العـودة إلى الحيـاة ـ باب الحديد ـ الوحـل ـ تلك الأيام ـ حي المـزار ـ للأمل عودة (مشترك، سوري أردني) ـ سحر الشرق ـ الظل والنور ـ البصير ـ الضـربة القاضية ـ يوميات شويلح (مسلسل إماراتي) ـ الشـمعة والدبوس ـ ع المكشـوف ـ شخصـيات على الورق ـ عيـاش ـ عـائد إلى حيفا ـ ليـل السرار ـ المحطة 30 ـ حكايا الليل والنهار ـ الزيزفون ـ جبران خليل جبران «الملاك الثائر» ـ لا مزيد من الدموع ـ على حافة الهاوية ـ سيرة الحب ـ الحصرم الشامي (في أجزائه الثلاث) ـ هذا العالم ـ أهل الغرام 2 .-قلوب صغيرة - امرأة لا تعرف اليأس .

### مسلسلات تاريخية
احتمــالات ـ مربـط الفــرس ـ أيــام أبو المنـقذ ـ العبابيد ـ الفوارس ـ الشتات ـ صلاح الدين الأيوبي ـ ربيع قرطبة.

### في الإخراج
- قيود روح مخرج مسلسل  2010
- مرسوم عائلي مخرج سيت كوم  2009
- شوية وقت مخرج فيلم  2008

## روابط خارجية
- ماهر صليبي على موقع قاعدة بيانات الأفلام العربية